# オラトリオ (競走馬)
競走馬におけるオラトリオとは、
1. アメリカ合衆国の、1971年生まれの競走馬、繁殖牝馬[1]。通算成績17戦1勝。
2. 日本の、1986年生まれの競走馬[2]。1990年の京成杯オータムハンデキャップを制した。通算成績23戦5勝。
3. アイルランド生産の、2002年生まれの競走馬、種牡馬。本項にて記述。

オラトリオ（Oratorio）は、アイルランドの競走馬、種牡馬。主な勝ち鞍は2004年のジャン・リュック・ラガルデール賞(GI)、2005年のエクリプスステークス(GI)、愛チャンピオンステークス(GI)。

## 戦績
2004年5月にアイルランドのカラ競馬場でデビュー。同地で重賞2勝を挙げて挑んだフランスのジャン・リュック・ラガルデール賞を制し、G1初勝利。続くデューハーストステークスでは快速馬シャマルダルの2着だった。
2005年は英2000ギニー4着、愛2000ギニー2着の後、英ダービーに参戦。しかし、モティヴェーターから大きく離れた10着と大敗を喫する。距離を短縮したセントジェームズパレスステークス3着を挟んで出走したエクリプスステークスではモティヴェーターに雪辱を果たす形でG1・2勝目を挙げる。2ヶ月後のアイリッシュチャンピオンステークスで三度モティヴェーターとの対決となり、前走に続いてモティヴェーターに半馬身差をつけて勝利を収めた。
その後は英チャンピオンステークス4着を経て、北米ダート最高峰のブリーダーズカップ・クラシックに挑戦したが11着に終わり、同年限りで現役を引退した。

### 競走成績
以下の内容は、Racing Postの情報に基づく。
| 出走日     | 競馬場           | 競走名                           | 格 | 距離  | 着順 | 騎手             | 着差     | 1着（2着）馬           |
| ---------- | ---------------- | -------------------------------- | -- | ----- | ---- | ---------------- | -------- | ---------------------- |
| 2004.05.23 | カラ             | 未勝利                           |    | 芝6f  | 1着  | J.スペンサー     | 2馬身1/2 | （Shamoan）            |
| 0000.06.15 | アスコット       | コヴェントリーステークス         | G2 | 芝6f  | 7着  | J.スペンサー     | 6馬身    | Iceman                 |
| 0000.07.18 | カラ             | アングルシーステークス           | G3 | 6.5f  | 1着  | J.ヘアファーナン | 1馬身    | （Cougar Cat）         |
| 0000.08.08 | カラ             | フェニックスステークス           | G1 | 芝6f  | 2着  | J.ヘファーナン   | 3/4馬身  | Damson                 |
| 0000.08.21 | カラ             | フューチュリティステークス       | G2 | 芝7f  | 1着  | J.スペンサー     | 2馬身    | （Democratic Deficit） |
| 0000.10.03 | ロンシャン       | ジャン・リュック・ラガルデール賞 | G1 | 芝7f  | 1着  | J.スペンサー     | 短首     | （Early March）        |
| 0000.10.16 | ニューマーケット | デューハーストステークス         | G1 | 芝7f  | 2着  | J.スペンサー     | 2馬身1/2 | Shamardal              |
| 2005.04.30 | ニューマーケット | 英2000ギニー                     | G1 | 芝8f  | 4着  | J.ムルタ         | 2馬身1/2 | Footstepsinthesand     |
| 0000.05.21 | カラ             | 愛2000ギニー                     | G1 | 芝8f  | 2着  | K.ファロン       | 2馬身    | Dubawi                 |
| 0000.06.04 | エプソム         | 英ダービー                       | G1 | 芝12f | 10着 | M.キネーン       | 25馬身   | Motivator              |
| 0000.06.14 | ヨーク           | セントジェームズパレスステークス | G1 | 芝8f  | 3着  | K.ファロン       | 4馬身3/4 | Shamardal              |
| 0000.07.02 | サンダウン       | エクリプスステークス             | G1 | 芝10f | 1着  | K.ファロン       | 1/2馬身  | （Motivator）          |
| 0000.09.10 | レパーズタウン   | 愛チャンピオンステークス         | G1 | 芝10f | 1着  | K.ファロン       | 1/2馬身  | （Motivator）          |
| 0000.10.15 | ニューマーケット | 英チャンピオンステークス         | G1 | 芝10f | 4着  | K.ファロン       | 3馬身1/4 | David Junior           |
| 0000.10.29 | ベルモントパーク | ブリーダーズカップ・クラシック   | G1 | ダ10f | 11着 | K.ファロン       | 12馬身   | Saint Liam             |

## 種牡馬時代
2006年からクールモアスタッドで種牡馬入りする。また、シャトル種牡馬としてクールモア・オーストラリアでも供用されていた。
初年度産駒は2009年にデビュー。同年のデューハーストステークスでベートーヴェン（Beethoven）とフェンシングマスター（Fencing Master）が1、2着となり、幸先の良いスタートを切った。しかし、その後は欧州で活躍する産駒にはなかなか恵まれず、南半球の生産馬の散発的な活躍が目立つ程度だった。
2012年に南アフリカ共和国へ輸出され、翌年から現地で種牡馬生活を送っている。

### 主な産駒
- 2007年産
  - ベートーヴェン（Beethoven） - 2009年デューハーストステークス
  - モウリーニョ（Mourinho） - 2015年アンダーウッドステークス
  - バンチー（Banchee） - 2010年ダイヤモンドステークス
- 2008年産
  - ミリタリーアタック（Military Attack） - 2013年クイーンエリザベス2世カップ、シンガポール航空インターナショナルカップ
  - マナワヌイ（Manawanui） - 2011年ゴールデンローズステークス
  - テミーダ（Temida） - 2012年バイエルン大賞
- 2010年産
  - ビズザナース（Biz The Nurse） - 2013年ミラノ大賞

### 母の父としての産駒
- 2016年産
  - ダイアナブライト（2021年クイーン賞）- 父ディープインパクト
- 2020年産
  - サトノグランツ（2023年京都新聞杯、神戸新聞杯）- 父サトノダイヤモンド[5]

## 血統表
| オラトリオの血統                  | オラトリオの血統                                                             | オラトリオの血統                                                             | （血統表の出典）                                                             | （血統表の出典） |
| 父系                              | デインヒル系                                                                 | デインヒル系                                                                 | デインヒル系                                                                 | [ § 2 ]          |
| 父 *デインヒル Danehill 1986 鹿毛 | 父の父Danzig 1977 鹿毛                                                       | Northern Dancer                                                              | Nearctic                                                                     | Nearctic         |
| 父 *デインヒル Danehill 1986 鹿毛 | 父の父Danzig 1977 鹿毛                                                       | Northern Dancer                                                              | Natalma                                                                      |                  |
| 父 *デインヒル Danehill 1986 鹿毛 | 父の父Danzig 1977 鹿毛                                                       | Pas de Nom                                                                   | Admiral's Voyage                                                             | Admiral's Voyage |
| 父 *デインヒル Danehill 1986 鹿毛 | 父の父Danzig 1977 鹿毛                                                       | Pas de Nom                                                                   | Petitioner                                                                   |                  |
| 父 *デインヒル Danehill 1986 鹿毛 | 父の母Razy Ana 1981 鹿毛                                                     | His Majesty                                                                  | Ribot                                                                        | Ribot            |
| 父 *デインヒル Danehill 1986 鹿毛 | 父の母Razy Ana 1981 鹿毛                                                     | His Majesty                                                                  | Flower Bowl                                                                  |                  |
| 父 *デインヒル Danehill 1986 鹿毛 | 父の母Razy Ana 1981 鹿毛                                                     | Spring Adieu                                                                 | Buckpasser                                                                   | Buckpasser       |
| 父 *デインヒル Danehill 1986 鹿毛 | 父の母Razy Ana 1981 鹿毛                                                     | Spring Adieu                                                                 | Natalma                                                                      |                  |
| 母 Mahrah 1987 鹿毛               | 母の父Vaguely Noble 1965 鹿毛                                                | *ヴィエナ                                                                    | Aureole                                                                      | Aureole          |
| 母 Mahrah 1987 鹿毛               | 母の父Vaguely Noble 1965 鹿毛                                                | *ヴィエナ                                                                    | Turkish Blood                                                                |                  |
| 母 Mahrah 1987 鹿毛               | 母の父Vaguely Noble 1965 鹿毛                                                | Noble Lassie                                                                 | Nearco                                                                       | Nearco           |
| 母 Mahrah 1987 鹿毛               | 母の父Vaguely Noble 1965 鹿毛                                                | Noble Lassie                                                                 | Belle Sauvage                                                                |                  |
| 母 Mahrah 1987 鹿毛               | 母の母Montage 1981 鹿毛                                                      | Alydar                                                                       | Raise a Native                                                               | Raise a Native   |
| 母 Mahrah 1987 鹿毛               | 母の母Montage 1981 鹿毛                                                      | Alydar                                                                       | Sweet Tooth                                                                  |                  |
| 母 Mahrah 1987 鹿毛               | 母の母Montage 1981 鹿毛                                                      | Katonka                                                                      | Minnesota Mac                                                                | Minnesota Mac    |
| 母 Mahrah 1987 鹿毛               | 母の母Montage 1981 鹿毛                                                      | Katonka                                                                      | Minnetonka                                                                   |                  |
| 母系(F-No.)                       | 9号族(FN:9-c)                                                                | 9号族(FN:9-c)                                                                | 9号族(FN:9-c)                                                                | [ § 3 ]          |
| 5代内の近親交配                   | Native Dancer 5･5×5＝9.38%、Nearco 5×4＝9.38%、Natalma 4･4（父内）＝12.50%、 | Native Dancer 5･5×5＝9.38%、Nearco 5×4＝9.38%、Natalma 4･4（父内）＝12.50%、 | Native Dancer 5･5×5＝9.38%、Nearco 5×4＝9.38%、Natalma 4･4（父内）＝12.50%、 | [ § 4 ]          |
| 出典                              | 1. 2. 3. 4.                                                                  | 1. 2. 3. 4.                                                                  | 1. 2. 3. 4.                                                                  | 1. 2. 3. 4.      |

- 母Mahrahは現役時代に1勝。その4分の3同血の姉に米国で重賞3勝、G1・2着3回のタラケノ（Talakeno）がいる[6][7]。
- 祖母の半妹にサイレントハピネス、スティンガー、アーバニティらの母であるレガシーオブストレングスがいる。